# وانگتوخه
وانگتوخه (به لاتین: Wańtuchy) یک روستا در لهستان است که در گمینا بیلانه واقع شده‌است.